# Mary (film)
Mary är en tysk-brittisk thrillerfilm från 1931 i regi av Alfred Hitchcock. Filmen är en tysk version av Hitchcocks Mord (1930), som spelades in samtidigt på samma inspelningsplats, fast med tyska skådespelare. Filmen är baserad på pjäsen Enter Sir John av Clemence Dane och Helen Simpson. I huvudrollerna ses Alfred Abel och Olga Tschechowa.

## Rollista i urval
- Alfred Abel - Sir John Menier
- Olga Tschechowa - Mary
- Paul Graetz - Bobby Brown
- Hermine Sterler - Miss Miller
- Ekkehard Arendt - Handel Fane